# Широківське сільське поселення
Широ́ківське сільське поселення (рос. Широковское сельское поселение) — сільське поселення у складі Нерчинсько-Заводського району Забайкальського краю Росії.
Адміністративний центр — село Широка.

## Населення
Населення сільського поселення становить 458 осіб (2019; 454 у 2010, 512 у 2002).

## Склад
До складу сільського поселення входять:
| Населений пункт | Населення, осіб (2002) | Населення, осіб (2010) |
| --------------- | ---------------------- | ---------------------- |
| Солонечна, село | 62                     | 39                     |
| Широка, село    | 450                    | 415                    |